# CHATANIX
CHATANIX（チャタニックス、1977年3月2日 - ）は、音楽プロデューサー、トラックメイカー、リミキサー。奈良県出身。

## 概要
日本国内においてスノーボードやサーフィンにクラブミュージックを浸透させた第一人者。エクストリームスポーツ以外にも、北海道日本ハムファイターズなどに楽曲提供。2006年12月31日、大阪ドームで行われた K-1 PREMIUM 2006 Dynamite!!にて、須藤元気入場曲を担当。リミックス・ワークでは、数々のアーティストとコラボレーションしており、関連作品は100作以上。

## ディスコグラフィー

### オリジナル・アルバム
- AIRCLASSIC (2002年12月11日)
- LOOPIN STAR!! (2003年1月24日)
- 手摺狂会 SOUNDTRAX1 (2003年10月4日)
- RED TAPE (2004年3月11日)
- ACID BEACH (2004年7月14日)
- 手摺狂会 SOUNDTRAX2 (2004年12月22日)
- SPACE ROCK (2005年12月9日)
- SlopeStyle ALTS2006 (2006年9月16日)
- Love age (2006年11月11日)
- Happy Booster (2008年7月7日) ※モバイル限定

### DVD
- MOTIONIX (2005年3月2日)

### 配信
着うた
- ※モバイル限定
  - SUMO
  - 京の花
  - 羅城門
  - 十六夜月光
  - ジャポリズム
- 野良犬
- 大和三山

- XGAME
- オープンユアアイズ
- KEEP YOUR DREAM
- GOODBYE また逢う日まで
- STAR
- STYLE -Original Mix-
- SPACE ROCK
- CELL
- DESTROYER
- TRINITY
- にじ
- バーカウンターから愛をこめて
- もっと高く飛べるハズ!!
- ヨコノリの和
- LOVESET
- CATWALK
- GIRLS☆
- HEARTZ
- ICE CUBE
- ENERGY
- Rock Slide
- Ontime
- White Out
- 雷神

着ムービー
- THE 3D CONTROL (2005年4月15日)
- DANCE★BOY (2005年4月15日)
- Noise Box (2005年4月15日)
- HACKING (2005年4月15日)
- バイバイトライバルボーイ (2005年4月15日)
- Rider: 上田ユキエ / music:セブンティーンズ(2005年12月21日)
- Rider: 太田宜孝 in 飛騨かわい / music:AVE (2005年12月21日)
- Rider: 國母和宏 / music:TRINITY (2005年12月21日)
- Rider: 中井孝治 / music:SPACE ROCK (2006年2月15日)
- Rider: 村上史行 / music:オープンユアアイズ(2006年2月15日)
- Rider: 山口睦生 (2007年2月14日)
- Rider: Simon Chamberlain (2007年2月14日)
- Rider: Chad Otterstrom (2007年2月14日)
- Rider: Matt Hammer (2007年2月14日)
- Rider: Mike Casanova (2007年2月14日)
- Rider: Ryan Richard (2007年2月14日)
- ちゃたダンス / SOTA コラボレーション (2007年2月14日)
- SlopeStyle ALTS2007 RAIL JAM (2007年2月14日)

### リミックスワーク
- 灼熱 / Venus Fly Trapp (2002年1月1日)
- Earth to Universe / ACID HEAD SOME RISE (2002年5月12日)
- Sweet Floor Remix / Maria (2003年1月22日)
- ハーコー / B-DASH (2004年11月25日）
- SPIRITUARISE / SUGIZO (2007年12月26日)

### 参加作品
- DEF ROCK ROYAL / BUZZ SURF (2002年9月21日)
- SUGIZO compiles GLOBAL MUSIC I (2002年10月23日)
- Indigo / Tomomi Ukumori (2007年4月6日)
- OMB -FRAME- feat: TOMOMI UKUMORI (2007年9月21日)

### Promotional Copy CD
- BLACK-SAMPLER 2003 (2003年)
- DJ KINJI MIXDISC (2004年3月11日)
- SAMPLER 2006 (2006年4月14日)

## エレフォア(Electronic Four)

### オリジナル・アルバム
- Hototogisu Attack!! (2001年11月21日)
- X-Finger (2002年2月14日)
- TRiP-TeMPER (2003年2月19日)

## 楽曲提供

### V.A
- Progressive Jazz vol.01(2002年1月23日)
- Progressive Jazz vol.02(2002年5月22日)
- FCムービー楽曲集1 / V.A (2002年5月22日)
- FCムービー楽曲集2 / V.A (2003年1月24日)
- FCムービー楽曲集3 / V.A (2003年12月25日)
- FCムービー楽曲集4 / V.A (2004年12月24日)
- FCムービー楽曲集5 / V.A (2006年12月20日)
- LIL MUSIC BOX / xxxx (2005年11月25日)
- LIL MUSIC BOX2 / xxxx (2005年11月25日)
- Basta la Festa vol.01 / V.A (2002年12月11日)
- Basta la Festa vol.02 / V.A (2003年6月20日)
- Hiroki-mode / V.A (2006年7月31日)
- Dance Dance Revolution ULTRAMIX2 (2006年)

### 映画
- ON THE BOAT　(2002年)　音楽担当
- ROBO☆ROCK (2007年)

### DVD
- X-TRAIL JAM 東京ドーム (2003年)
- TRANSWORLD SNOWBOARDING SCENE (2004年) SNOWBORDING
- Sexy Venus / 吉野きみか (2004年)
- MILD SEVEN SBX 2005 (2005年) CROSSBORDING
- TOSHIBA presents SlopeStyle ALTS2006 (2006年)
- 日本ハムファイターズ 沖縄・春季キャンプ (2006年)
- 楽ちん 楽しい珍道中 / 山口睦生 2008年 スノーボードDVD

Posers Production
- RISING SUN / FIRST CHILDREN (2002年)
- マッハ / FIRST CHILDREN (2003年)
- それぞれの道 / FIRST CHILDREN (2004年)
- 赤の軌道 / FIRST CHILDREN (2007年)
- 下剋上 其の一 (2004年)-SNOWBORDING
- 下剋上 其の二 (2005年)-SNOWBORDING
- 下剋上 其の三 (2006年)-SNOWBORDING

ACT PICTURES
- Ready 2 Go (2006年)
- Sticky Sweet (2007年)
- UNDER THE PRESSURE (2008年)
- FOR OURSELVES (2008年)

MJ DIGITAL WORX
- KIRORO HOWTO / MJ DIGITAL WORX (-2008年)
- 手摺狂会
  - Sensltive (2003年)
  - BASIC (2003年)
  - Balance (2004年)
  - beyond (2004年)
  - TYRANT (2005年)
  - 29 (2005年)
- 011media
  - IGNITION KEY (2005年)
  - HIGHLIGHT (2006年)
- FIVE / Trust 6 Media (2003年)
- 011 THE FLAT ENCYCLOPEDIA (2007年)
- Trust 6 Media
  - Academy (2003年)
  - OffWhite (2004年)
- Li'l
  - Ruby Magic (2005年)
  - Turquoise Memory (2006年)
  - LIL DAYS (2006年)-SNOWBORDING
  - LIL DAYS2 (2007年)-SNOWBORDING
  - FUNKY TOPAZ (2007年)
  - 紫水晶の舞 (2008年)
- 上田ユキエ
  - HOWTO PART2 (2005年)-SNOWBORDING
  - HOWTO PART3 (2006年)-SNOWBORDING

OTHER
- snowstyle スノースタイルオリジナルDVD
- 地形小技 (2007年/2008年)

SURFBOARD
- SASHIMI (2003年)-SURFBOARD ((Check))
- SASHIMI (2005年)-SURFBOARD ((Check))
- KIRIMI (2005年)-SURFBOARD ((Check))
- JAM (2005年)-SURFBOARD
- PARTY (2005年)-SURFBOARD
- TRIP BALI (2005年)-SURFBOARD
- TRIP BALI2 (2006年)-SURFBOARD
- Play to Play (2005年)-WAKEBOARD
- Remember High Time (2006年)-WAKEBOARD
- TRIP Australia (2007年12月) SURFIN WORLD DVD

### VHS
- Ground Zero / FIRST CHILDREN (2001年)
- RISING SUN / FIRST CHILDREN (2002年)
- マッハ / FIRST CHILDREN (2003年)
- THE RAVER / EMISHIN (2003年)

### GAME
- DanceDance Revolution ULTRAMIX 2 [U.S.A] (2005年)
- DanceDance Revolution ULTRAMIX 3 [U.S.A] (2006年)

### WEBサイト
- inhabitant[1] - オフィシャル (2008年)

### 展示会・イベント
- MofM (man of moods) THE BIRD (2006年)
- 文化服装学院 ファッションショー (2007年)
- ミナミ スポーツ
  - 試写会・店頭ファッションショー (2007年)
  - NIGHT PARTY with TEAM MINAMI ! (2007年)
- 女子美大学
  - X Advertising Study Program (2007年/2008年)
- inhabitant
  - 第1回住民集会 (2008/2/23)　@YOKOHAMA BankART 1929
  - 第2回住民集会 (2009/1/16)　@AOYAMA @ LA COLLEZIONE
  - DISCOVER JAPAN (2008/4/2・3) 　@ LA COLLEZIONE
  - DISCOVER JAPAN (2008/7/30・31) 　@ SHIMJUKU I-LAND AQUA PLAZA
  - interstyle CHATANIX BOOTH フロア:123 (2009/2/17・18・19)
- SNOWBOARD CROSS in 白鳥高原 (2009/2/28)
- SLOPESTYLE in 白鳥高原 (2009/3/13・14)